# Surameryx
Surameryx is een geslacht van uitgestorven evenhoevigen uit de familie Palaeomerycidae dat tijdens het Laat-Mioceen in Zuid-Amerika leefde. Vervolgstudies hebben echter vraagtekens gezet bij de classificatie en ouderdom.

## Fossiele vondst
Een fossiele onderkaak met gedeeltelijk gebit is gevonden in de Madre de Dios-formatie in het Amazonebekken in het grensgebied van Brazilië en Bolivia en is ongeveer negen miljoen oud. Surameryx is verwant aan Noord-Amerikaanse vormen uit het Vroeg-Mioceen. Het is de enige bekende soort uit de Palaeomerycidae in Zuid-Amerika. De aanwezigheid van dit dier in Zuid-Amerika voordat de Great American Biotic Interchange circa 3 miljoen jaar geleden daadwerkelijk op gang was gekomen, wijst op een eerdere landconnectie tussen Noord- en Zuid-Amerika dan voorheen gedacht.

## Nieuwe inzichten
Nieuwe analyse van de fossielen van evenhoevigen uit de Madre de Dios-formatie zette vraagtekens bij de classificatie en ouderdom van de vondsten. De afzettingen lijken te dateren uit het Kwartair in plaats van uit het Laat-Mioceen. De resten van de pekari's Waldochoerus en Sylvochoerus zijn niet te onderscheiden van die van de halsband- en witlippekari, terwijl de morfologie van het het holotype van Surameryx overeenkomt met dat van een hert. De karakteristieken van het gebit van Surameryx die werden gebruikt bij de classificatie bij de Palaeomerycidae blijken niet kenmerkend voor alleen deze groep, maar komen ook bij andere groepen evenhoevigen voor, waaronder Zuid-Amerikaanse herten. De tanden van het holotype vertonen veel slijtage, waardoor niet alle karakteristieken te beoordelen zijn. Waarschijnlijk behoort het fossiel toe aan het witstaarthert of een spieshert.